# Nevada Wing Civil Air Patrol
A Nevada Wing Civil Air Patrol (NVWG) é o mais alto escalão da Civil Air Patrol no estado de Nevada. A sede da Nevada Wing está localizada em Reno, Nevada. A Nevada Wing consiste em mais de 550 cadetes e membros adultos em 11 localidades em todo o estado de Nevada.
A ala de Nevada é membro da Região do Pacífico da CAP juntamente com as alas dos seguintes Estados: Alaska, California, Hawaii, Oregon e Washington.

## Missão
A Nevada Wing executa as três missões principais da Civil Air Patrol (CAP): fornecer serviços de emergência; oferecendo programas de cadetes para jovens; e fornecer educação aeroespacial para membros do CAP e para o público em geral.

### Serviços de emergência
A Civil Air Patrol realiza serviços de emergência em situações de emergência por meio de diversas missões, entre elas: busca e salvamento; gestão de emergência; ajuda humanitária e operações antidrogas.

### Programas de cadetes
A CAP administra um programa de cadetes com o objetivo de aprimorar as habilidades de liderança dos cadetes, cultivando o interesse pela aviação, e também para prestar serviços à Força Aérea dos Estados Unidos e à comunidade local.

### Educação aeroespacial
A CAP executa programas de educação aeroespacial internos e externos. O programa interno oferece educação aeroespacial para os membros do CAP, tanto seniores quanto cadetes. O programa externo fornece ao público em geral educação aeroespacial.

## Organização

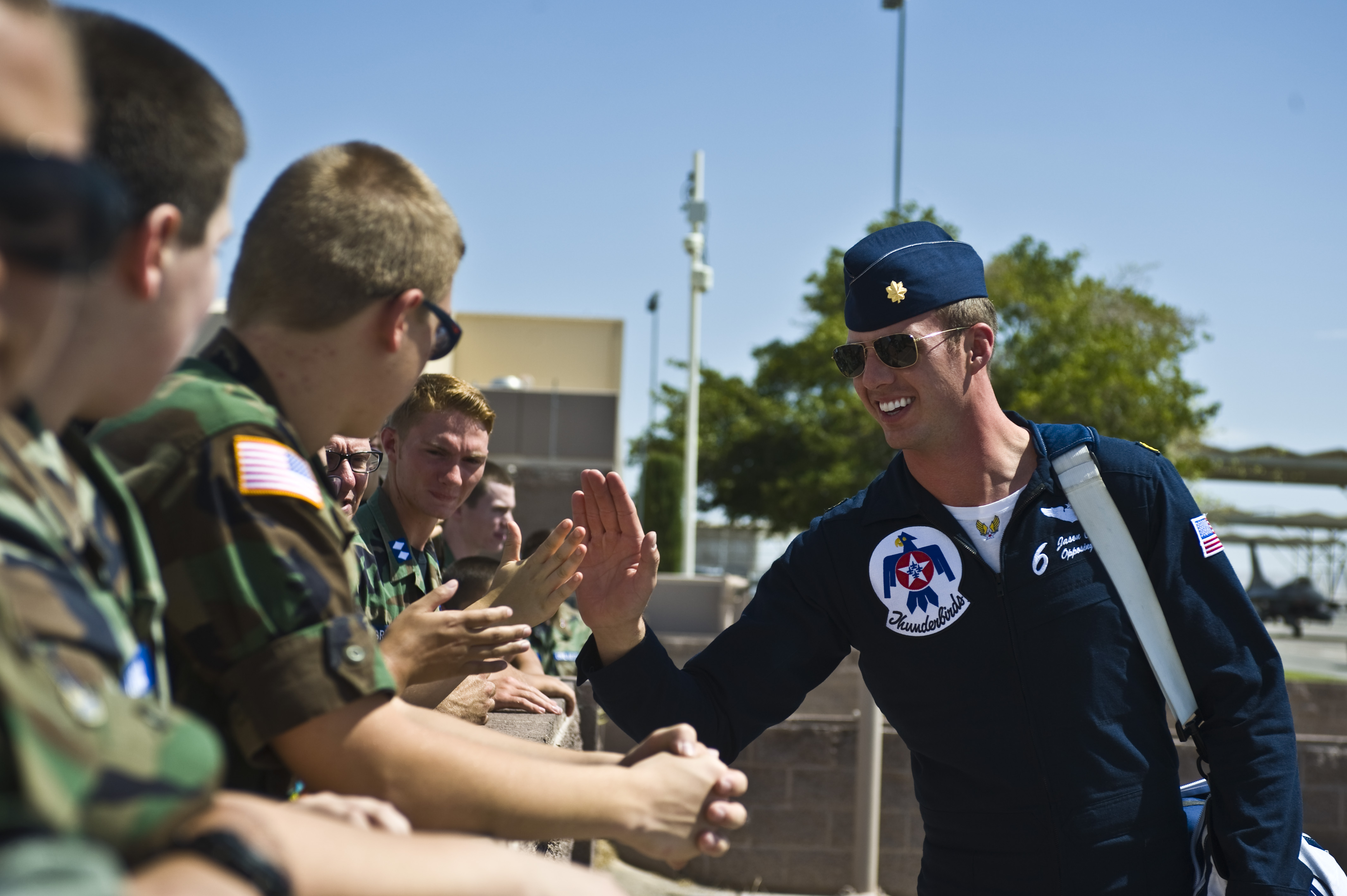
Maj. Jason Curtis, piloto n^{o} 6 do "United States Air Force Thunderbirds", interage com cadetes
da Civil Air Patrol na Base Aérea de Nellis.

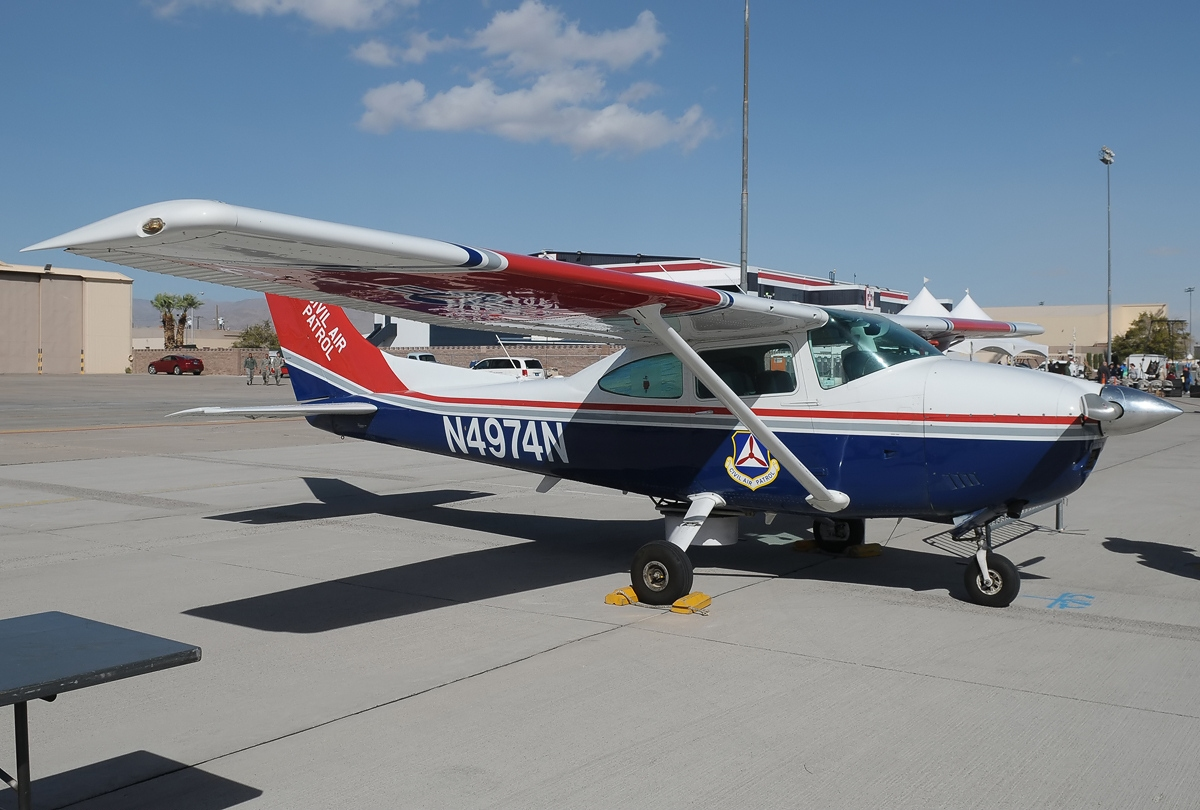
Um avião da Civil Air Patrol na pista
da Base Aérea de Nellis em Las Vegas.

| Grupo             | Designação | Nome do esquadrão                  | Localização |
| ----------------- | ---------- | ---------------------------------- | ----------- |
| Estadual - Nevada | NV001      | Nevada Wing HQ                     | Sparks      |
|                   | NV006      | Washoe Jeep Senior Squadron        | Reno        |
|                   | NV999      | Nevada State Legislative Squadron  | Sparks      |
| Northern Nevada   | NV027      | Tahoe Truckee Composite Squadron   | Truckee     |
|                   | NV029      | Elko Composite Squadron            | Elko        |
|                   | NV047      | Carson City Composite Squadron     | Carson City |
|                   | NV054      | Reno Composite Squadron            | Sparks      |
|                   | NV067      | Douglas County Composite Squadron  | Minden      |
|                   | NV068      | Humboldt County Composite Squadron | Winnemucca  |
| Southern Nevada   | NV064      | Nellis Senior Squadron             | Las Vegas   |
|                   | NV065      | Henderson Composite Squadron       | Henderson   |
|                   | NV070      | Las Vegas Composite Squadron       | Las Vegas   |
|                   | NV077      | Vegas Valley Composite Squadron    | Las Vegas   |
|                   | NV802      | Jack Schofield Cadet Squadron      | Henderson   |

## Na cultura popular
A Nevada Wing é destaque no romance Dale Brown "A Time For Patriots".